# Helleia reducta
Helleia reducta är en fjärilsart som beskrevs av Beuret 1954. Helleia reducta ingår i släktet Helleia och familjen juvelvingar. Inga underarter finns listade i Catalogue of Life.